# 烽火兒女情 (2011年電視劇)
《烽火儿女情》 是当代爱情电视剧，拉风娱乐製作，2011年3月16日開拍，2011年地方台首播。女主角戴嬌倩憑《烽火兒女情》奪2012年上海電視劇頻道年度最佳女演員。

## 播出時間
- 2011年12月29日 深圳电视台电视剧频道
- 2013年4月26日 厦门卫视
- 2013年7月 湖南电视剧频道 (改名為《爱的折磨》)

## 劇情概要
蘇雨涵(戴嬌倩 飾)本是富家小姐，卻因家變而不得不放棄心愛的一切····

## 演員
| 演員   | 角色   | 關係/暱稱 |
| 戴娇倩 | 苏雨涵 |           |
| 刘恺威 | 方俊杰 |           |
| 蒋毅   | 苏志炜 |           |
| 朱紫汶 | 苏雨彤 |           |
| 倪齐民 | 罗浩然 |           |
| 陆昱霖 | 肖剑   |           |
| 王琳   | 冯嘉丽 |           |
| 刘娜萍 | 燕儿   |           |
| 宫媛   | 罗安妮 |           |
| 陈莎莉 | 苏母   |           |
| 田丽   | 杜人美 |           |

## 外部連結
- 《烽火兒女情》新浪网專題 （页面存档备份，存于）